# Lijst van State Open-golftoernooien
Veel Amerikaanse staten hebben een eigen State Open. Het is een jaarlijks golftoernooi waaraan professionals en amateurs kunnen meedoen. Zij moeten zich via de Order of Merit of via een voorronde kwalificeren.
Het oudste State Open is van Californië.
Voor de Tweede Wereldoorlog hadden 22 staten hun eigen State Open.
- Arizona Open sinds 1945
- Arkansas Open sinds 19??
- California State Open sinds 1900
- Colorado Open sinds 1964
- Connecticut Open sinds 1931
- Florida Open sinds 1912
- Georgia Open sinds 1954
- Hawaii State Open sinds 1974
- Illinois Open Championship sinds 1950
- Illinois Women's Open sinds 1995
- Indiana Open sinds 1915
- Iowa Open sinds 1927
- Kentucky Open sinds 1920
- Maine Open sinds 1918
- Maryland Open sinds 1921
- Massachusetts Open sinds 1905
- Michigan Open sinds 1916
- Minnesota State Open sinds 1917
- New Hampshire Open sinds 1932
- New Jersey State Open sinds 1921
- New Mexico Open sinds 1954
- New York State Open sinds 1978
- North Carolina Open sinds 1965
- Ohio Open sinds 1924
- Oklahoma Open sinds 1910
- Oregon Open sinds 1905
- Pennsylvania Open Championship sinds 1912
- Rhode Island Open sinds 1929
- South Carolina Open sinds 1952
- Tennessee Open sinds 1949
- Texas State Open sinds 1960
- Utah Open sinds 1926
- Vermont Open sinds 1984
- Virginia Open sinds 1924
- Washington Open sinds 1922
- West Virginia Open sinds 1933
- Wisconsin State Open sinds 1919

Meervoudige winnaars
- Sam Snead won 17× het West Virginia Open
- Johnny Bulla won 14× het Arizona Open
- Jack Ryan won 10× het Kentucky Open
- Emery Zimmerman won 4× het Utah Open, 4× het Washington Open
- Randy Glover won 8× het South Carolina Open
- Pete Cooper won 8× het Florida Open
- Charlie Bassier won 7× het Maryland Open
- Bobby Cruickshank won 6× het Vermont Open en 1× het Maryland Open
- Al Waltrous won 6× het Michigan Open
- Ernest Newnham won 6× het Maine Open